# スワッシュプレート (航空機)
スワッシュプレートとは、ヘリコプターの操縦装置の動きをメイン・ローターのブレードの動きに変換する装置である。スワッシュプレートを用いることにより、回転していない機体から回転しているローター・ハブおよびローター・ブレードに、パイロットの3種類の操舵情報を伝達することができる。 

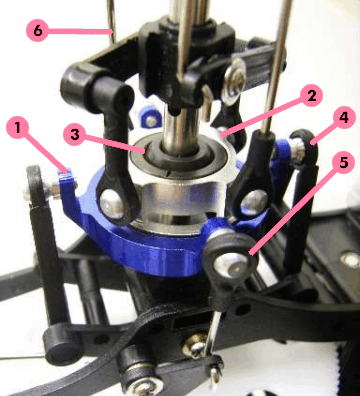
ラジコンヘリの スワッシュプレート
1　アウター・リング（青、静止している）
2　インナー・リング（銀、回転している）
3　ボール・ジョイント
4　コントロール（ピッチ、アウター・リングの回転を制止している）
5　コントロール（ロール）
6　リンケージ（銀、ローター・ブレードに接続）

## 構造
スワッシュプレートの主要構造は、ステーショナリー・スワッシュプレートとローテーティング・スワッシュプレートの2つの部分からなる。ステーショナリー（アウター）スワッシュプレートは、メイン・ローター・マストの外側に配置され、いくつかのプッシュロッドを介して、サイクリックおよびコレクティブ・コントロールに接続されている。そして、全方向に傾くとともに、垂直方向に動くことができる。ローテーティング（インナー）スワッシュプレートは、ステーショナリー・スワッシュプレートにベアリングを介して取り付けられ、メイン・ローター・マストと一緒に回転するようになっている。アンチローテーション・リンクは、インナー・スワッシュプレートがブレードと無関係に回転し、コントロール・ロッドにトルクが加わることを防止している。同様に、アウター・スワッシュプレートにも、アンチローテーション・スライダーが取り付け、その回転を防止していることが多い。2つのスワッシュプレートは、1つの組部品として上下に傾く。ローテーティング（インナー）・スワッシュプレートは、ピッチ・リンクを介して、ピッチ・ホーンに連結されている。ステーショナリー（アウター）・スワッシュプレートの代替として、ヘクサポッドやユニバーサル・ジョイント（自在接手）が用いられる場合もある。
同一のシャフトに2つのローターが搭載されているヘリコプターのスワッシュプレートは、シングル・ローター・ヘリコプターよりも構造が複雑になる。

## サイクリック・コントロール
サイクリック・コントロールは、ヘリコプターのロールおよびピッチを制御するために用いられる。アウター・スワッシュプレートは、パイロットの操舵に応じて、プッシュロッドまたは油圧アクチェーターにより傾けられる。例えば、パイロットが前方に操舵を行った場合、スワッシュプレートは、同じく前方に傾く。しかしながら、ブレードに接続されているピッチ・リンクは、ブレードの推力が実際に変化する位置よりも手前でピッチを変更するようになっている。つまり、ヘリコプターを前方に傾ける場合には、ローターの左右方向でブレードに生じる推力の差が最大となるようにし、ジャイロ効果によって、ローター・ディスクが横方向ではなく前方に傾くようにする。

## コレクティブ・コントロール
メイン・ローターのコレクティブ・ピッチを制御するためには、サイクリック・コントロールに影響を与えないようにしながら、スワッシュプレート全体を回転軸に沿って上方または下方に動かす必要がある。通常は、それ専用のアクチェーターを用いて、スワッシュプレート全体をメインシャフトに沿って動かす。しかしながら、新しいラジコンヘリの中には、構造が複雑になることを避けるため、それぞれがスワッシュプレート全体を傾けることのできるように3つのアクチェーターを配置し、相互に関連付けて作動させるものがある。この方式は、CCPM（cyclic/collective pitch mixing, サイクリック／コレクティブ・ピッチ・ミキシング）と呼ばれている。

## アニメーション

スワッシュプレートが水平の状態
スワッシュプレート全体を持ち上げると、全ての回転領域でブレード・ピッチが同じ量だけ下向きに変化する。コントロール・アームがブレードの後縁側に取り付けられているため、スワッシュプレートを持ち上げると、ブレードのピッチが減少する。
スワッシュプレートを傾けると、ブレードがピッチを変化させながら回転し、ピッチ角が周期的に変化する。

## 歴史
1911年にスワッシュプレートを初めて提案したのは、ロシア人のボリス・ユーリエフであった。ただし、1912年に自分で最初に作ったヘリコプターには、それを採用していない。
同軸反転ローター式を採用しているペスカーラ・ヘリコプター社（1919年～30年）のヘリコプターは、コントロール・スティックにより作動するスワッシュプレート（周期的変動ベアリング）により、ローターを制御した初めての機体であった。
フランスの技術者であり、ヘリコプターの先駆者であるエティエンヌ・ウーミシェンは、1926年6月18日にフランス、1929年8月12日にアメリカにおいて、スワッシュプレート装置の特許を申請した。
今日の近代的な機体においては、スワッシュプレートがトランスミッションの上に位置し、プッシュロッドが機体の外側から見えるものが多い。しかしながら、初期の機体においては、エンストロム・ヘリコプター社の小型ヘリコプターのように、スワッシュプレートがトランスミッションの下に位置し、プッシュロッドをメインシャフトの内側に見えないように配置しているものがある。この方式には、リンケージを露出させていないため、ローター・ハブの空気抵抗を減少できるという特長がある。
スワッシュプレートとその制御の方式には、他のものもある。例えば、カマン社のヘリコプターは、ローター・ブレードに取り付けられたサーボ・フラップを用いることにより、スワッシュプレートを用いずにブレードの迎え角を制御している。